# 吴荫循
吴荫循（1933年—），原名吴声樾，男，湖南湘潭人，中国电影导演、剧作家，曾任广西电影制片厂编剧、导演，中国电影家协会理事。